# Saša Gajser
Saša Gajser (Maribor, 1974. február 11. –), szlovén válogatott labdarúgó.
A szlovén válogatott tagjaként részt vett a 2000-es Európa-bajnokságon és a 2002-es világbajnokságon.

## Sikerei, díjai
Maribor
- Szlovén kupagyőztes (2): 1991–92, 1992–94

Rudar Velenje
- Szlovén kupagyőztes (1): 1997–98

Olimbiakósz
- Görög bajnok (1): 2002–03